# Reichenbach im Kandertal
Reichanbach im Kandertal (hasta 1957 llamada oficialmente Reichenbach bei Frutigen) es una comuna suiza del cantón de Berna, situada en el distrito administrativo de Frutigen-Niedersimmental. Limita al norte con las comunas de Diemtigen, Wimmis y Aeschi bei Spiez, al este con Aeschi y Lauterbrunnen, al sur con Kandersteg, y al oeste con Kandergrund y Frutigen.
Se destaca en sus cercanías un largo funicular que permite ascender a la montaña Niesen. Hasta el 31 de diciembre de 2009 estuvo situada en el distrito de Frutigen.